# Observatorul Astronomic „Bosianu”
Observatorul astronomic „Bosianu” este un monument istoric aflat pe teritoriul municipiului București.

## Galerie

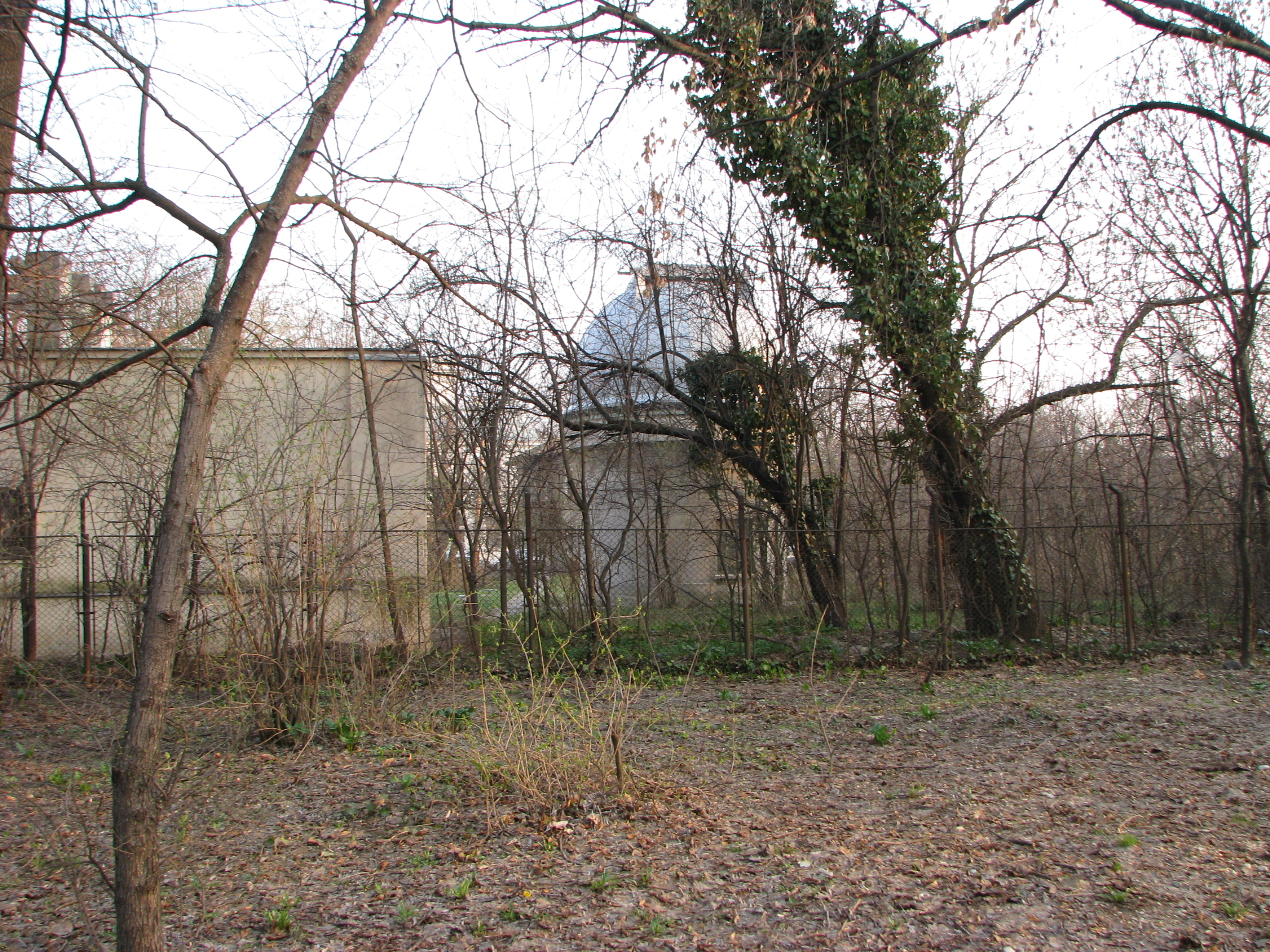
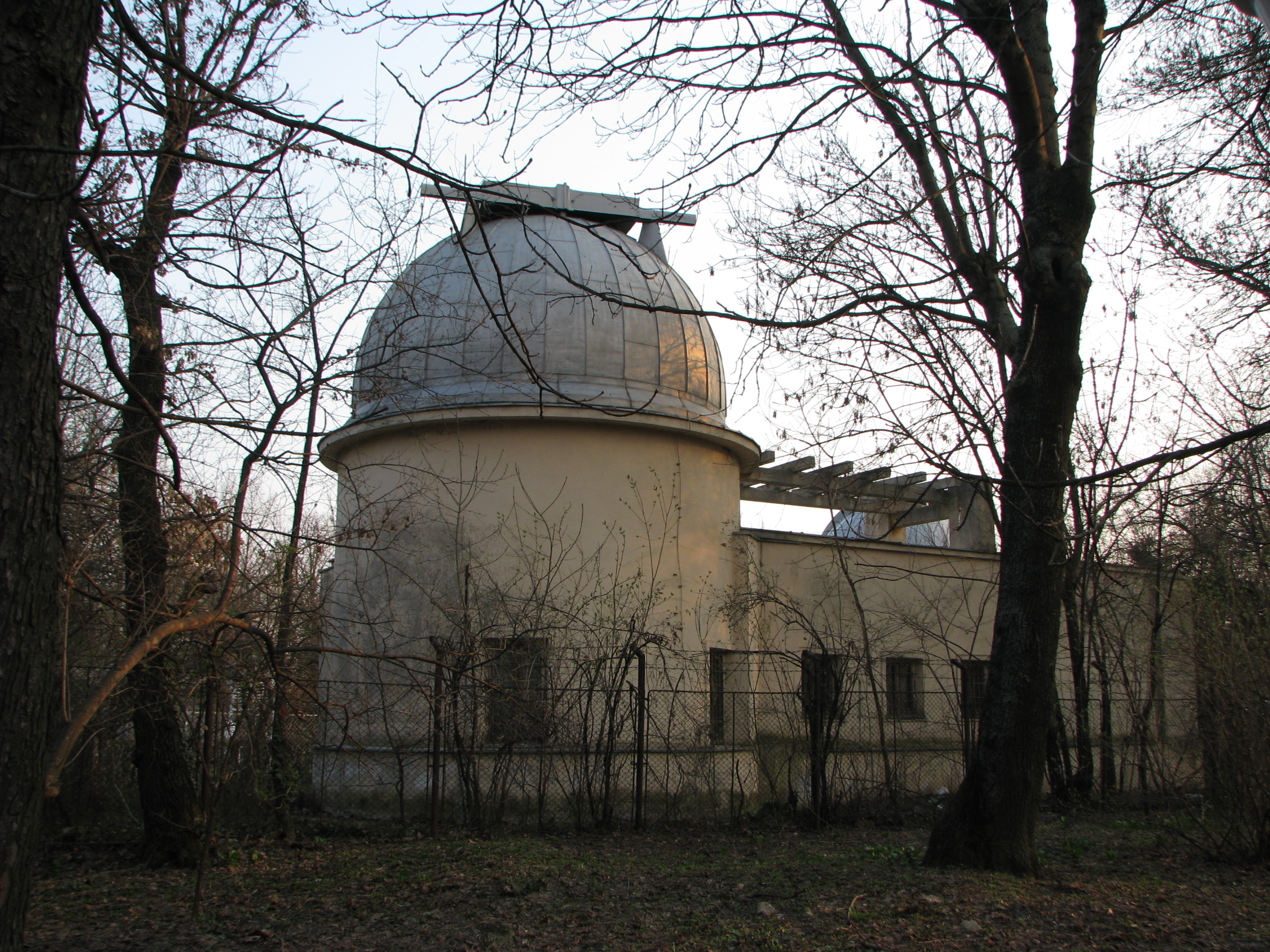
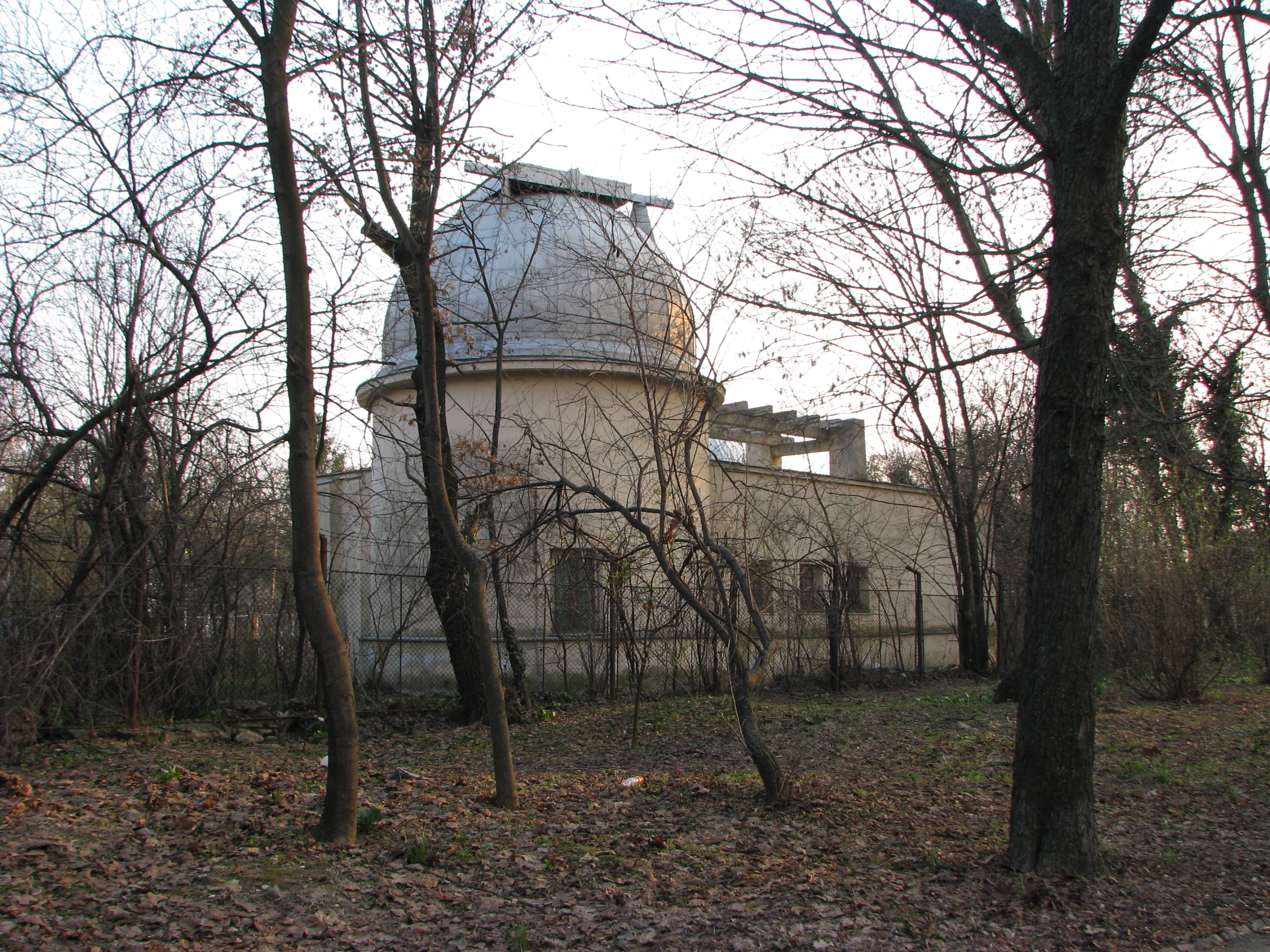
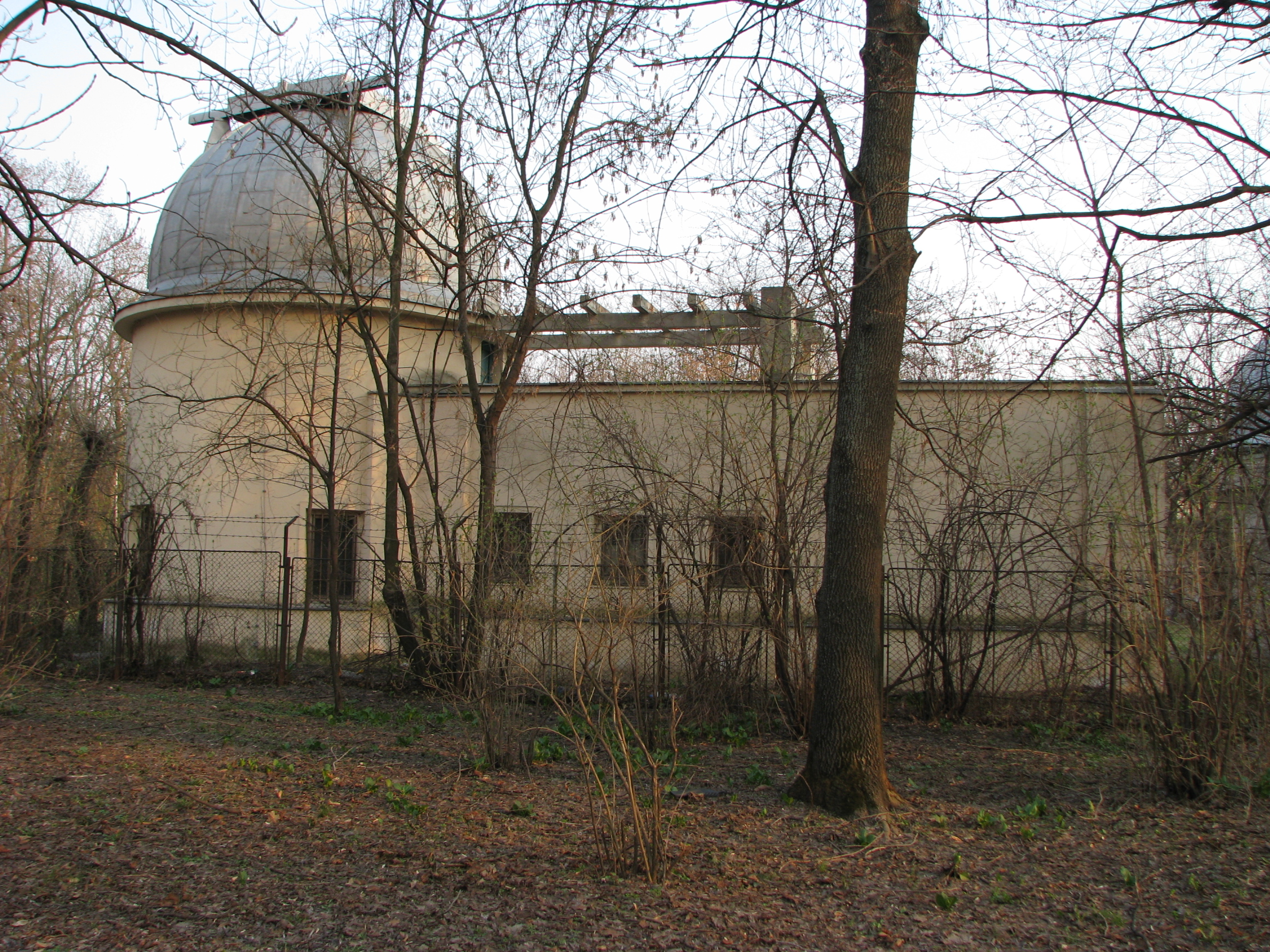